# Cratere Edinger
Edinger  è un cratere sulla superficie di Venere. Deve il suo nome alla paleontologa tedesco-americana di etnia ebraica Tilly Edinger